# Ulica gen. Władysława Andersa w Warszawie

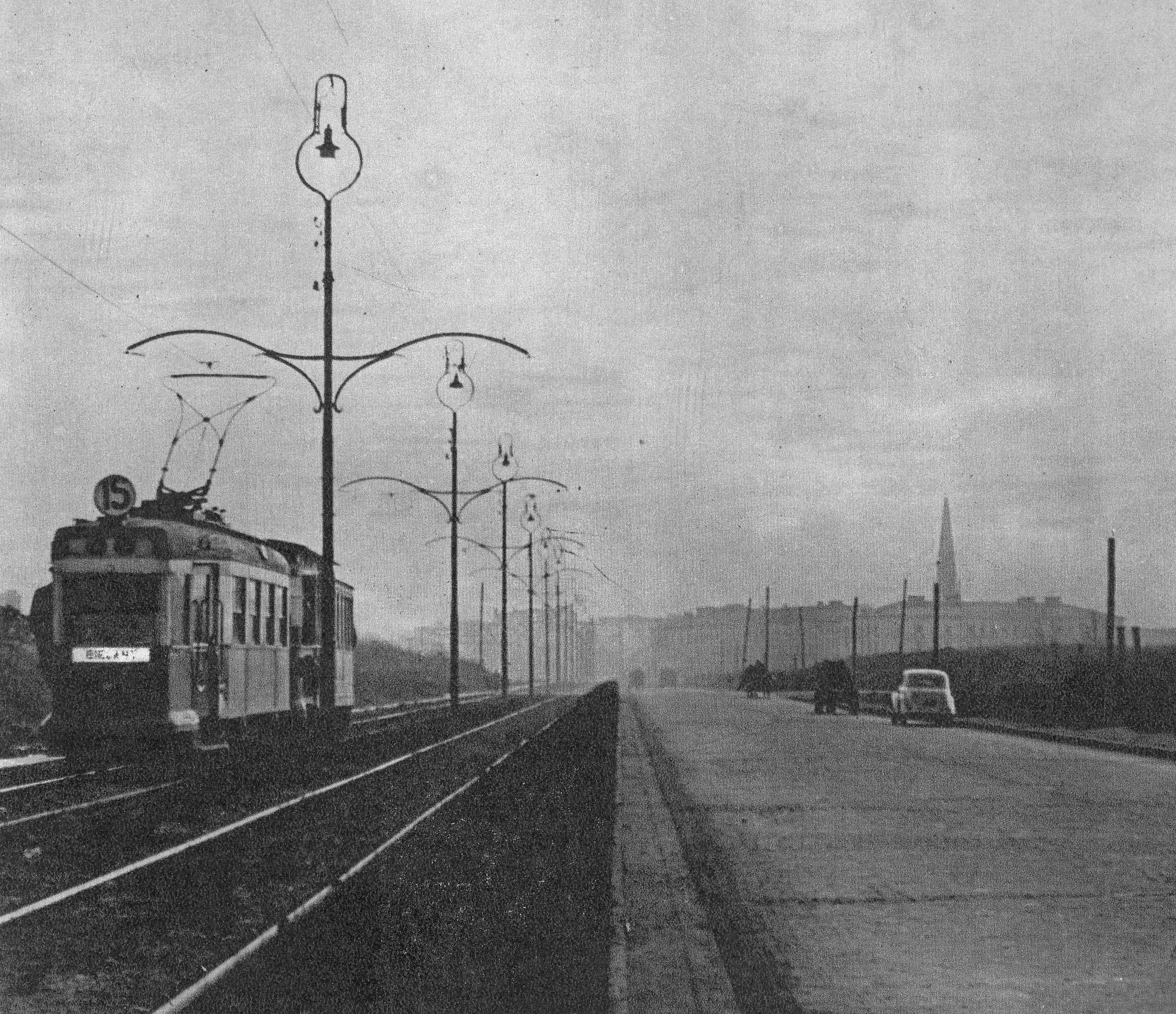
Ulica na początku lat 50. XX wieku

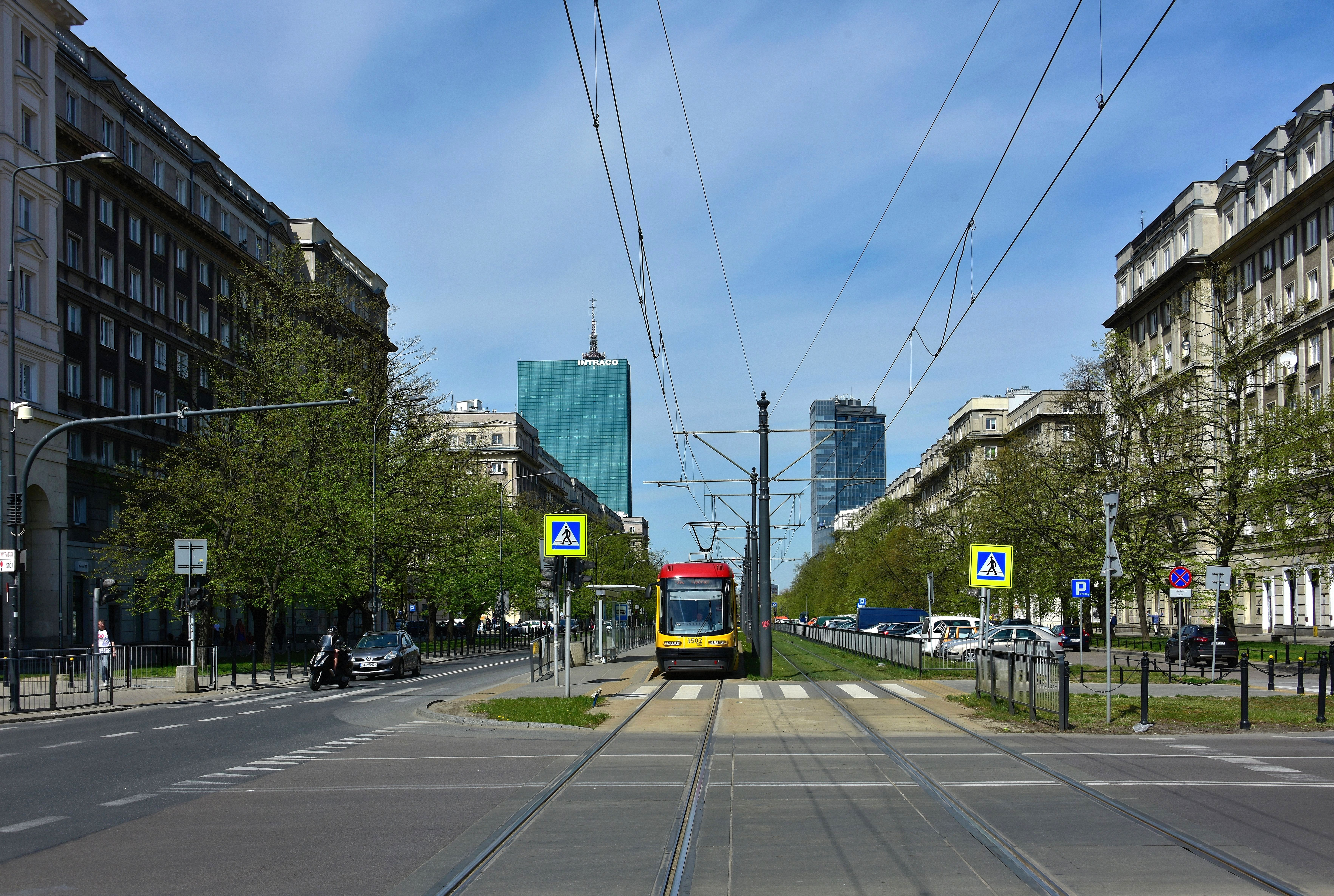
Ulica przy skrzyżowaniu z ul. Anielewicza, widok w kierunku północnym

Ulica gen. Władysława Andersa – ulica w dzielnicy Śródmieście w Warszawie.

## Przebieg
Ulica jest przedłużeniem ul. Marszałkowskiej w kierunku Żoliborza. Łączy plac Bankowy z ul. Stawki, a następnie przechodzi w ul. Adama Mickiewicza nad torami kolejowej linii obwodowej. W całości przebiega przez obszar Muranowa. Stanowi najkrótsze połączenia śródmieścia z Żoliborzem.
Na prawie całej swojej długości, z wyjątkiem 220-metrowego odcinka nad torami kolejowymi, ul. Andersa jest jednojezdniowa, przy czym od strony wschodniej istnieje rezerwa pod drugą jezdnię. Wzdłuż całej ulicy biegnie linia tramwajowa, a pod nią – pierwsza linia warszawskiego metra pomiędzy stacjami Ratusz Arsenał i Dworzec Gdański. Planowana między nimi stacja Muranów nie została zrealizowana.
Pomiędzy al. „Solidarności” a ul. Anielewicza po zachodniej stronie ulicy znajdują się skwery: batalionu Harcerskiego AK „Wigry” i Więźniów Politycznych Stalinizmu.

## Historia
Dawna zabudowa znajdująca się w środkowej i północnej części obecnej ulicy przestała istnieć w 1943 w czasie powstania w getcie warszawskim oraz wskutek planowych wyburzeń, które nastąpiły po nim. Zabudowa na obszarze południowej części dzisiejszej ulicy uległa zniszczeniu podczas powstania warszawskiego w 1944 (walki w Ogrodzie Krasińskich i o Pasaż Simonsa).
Ulica została wytyczona po II wojnie światowej i pierwotnie określana była jako ulica Nowomarszałkowska. Wytyczając nową arterię, do której włączono fragmenty dawnych ulic Przejazd, Nowolipki, Nalewki, zlikwidowanego placu Muranowskiego oraz ulicy Przebieg, zasadniczo zmieniono przedwojenny układ komunikacyjny w tej części miasta. 15 grudnia 1946 otwarto dla ruchu kołowego wiadukt przy Dworcu Gdańskim w ciągu ulicy Bonifraterskiej, który planowano włączyć w ciąg projektowanej ulicy. Uruchomiono linię tramwajową przebiegającą odbudowanym wiaduktem z Żoliborza do krańca przy ulicy Muranowskiej. Tego samego dnia rozpoczęto prace przy budowie ulicy Nowomarszałkowskiej, które wymusiły rozbiórkę trakcji trolejbusowej przebiegającej przeznaczoną do likwidacji ulicą Nalewki. W pracach budowlanych uczestniczyła m.in. brygada ochotnicza młodzieży jugosłowiańskiej. 
Inauguracja arterii miała miejsce 15 listopada 1947. Wytyczona łukiem prowadziła do wiaduktu żoliborskiego. Tego samego dnia nową ulicą na odcinku pomiędzy placem Bankowym a skrzyżowaniem z ulicą Muranowską pojechał pierwszy tramwaj linii „15”, zaś likwidacji ulegała dotychczasowa linia tramwajowa łącząca Śródmieście z Żoliborzem ulicami Krakowskie Przedmieście na północ od ulicy Trębackiej, Miodową oraz Bonifraterską na południe od ulicy Muranowskiej. 22 października 1948 oddano do użytku nowe połączenie wiaduktu przy Dworcu Gdańskim bezpośrednio z ulicą Nowomarszałkowską, zamykając jednocześnie przedwojenny zjazd z wiaduktu w ciągu ulicy Bonifraterskiej. Na nowy odcinek ulicy skierowano linie tramwajowe i autobusowe, ostatecznie likwidując torowisko tramwajowe na ulicach Bonifraterskiej i Muranowskiej.
Uchwałą Rady Narodowej m.st. Warszawy z dnia 23 marca 1950 dotychczasowej ulicy Nowomarszałkowskiej nadano nazwę ulica Marcelego Nowotki. Według innego źródła nazwa upamiętniająca Marcelego Nowotkę została nadana w lutym 1948.
Nowa powojenna zabudowa ulicy w większości powstała w stylu socrealistycznym. Z dawnej zabudowy ulicy zrekonstruowano w okresie powojennym jedynie pałac Mostowskich. Na północ od ul. Anielewicza zbudowano osiedle mieszkaniowe projektu pracowni Stanisława Brukalskiego (1953). Według projektu budynki miały otrzymać bogaty wystrój z elementami klasycyzmu, lecz po odejściu od socrealizmu budynki otynkowano gładko bez realizacji wystroju. 12 października 1963 roku na skwerze pomiędzy ulicami Nowolipki i Anielewicza (obecnie skwer Więźniów Politycznych Stalinizmu) odsłonięto pomnik Żołnierzy 1 Armii Wojska Polskiego dłuta Xawerego Dunikowskiego.
Na fali likwidacji nazw i symboli komunistycznych z przestrzeni publicznej uchwałą Rady Dzielnicy-Gminy Warszawa-Śródmieście z dnia 6 listopada 1990 zmieniono patrona ulicy na Władysława Andersa nadając jej nazwę w brzmieniu ulica Generała Władysława Andersa.
11 maja 2001 otwarto znajdującą się pod południowym odcinkiem ulicy stację linii M1 metra warszawskiego Ratusz, której uchwałą Rady m.st. Warszawy z dnia 31 sierpnia 2006 nadano nazwę Ratusz Arsenał.
Uchwałą Rady m.st. Warszawy z dnia 8 listopada 2012 skorygowano brzmienie nazwy arterii z ulica Generała Władysława Andersa na ulica gen. Władysława Andersa.

## Ważniejsze obiekty
- Arsenał Królewski w Warszawie
- Stacja metra Ratusz Arsenał
- Kino „Muranów”
- Fontanna na skwerze Batalionu Harcerskiego AK „Wigry”
- Arsenał i Państwowe Muzeum Archeologiczne
- Pałac Mostowskich
- Ogród Krasińskich
- Pomnik Bitwy o Monte Cassino
- Pomnik Żołnierzy 1 Armii WP
- Pomnik granic getta (róg ul. Świętojerskiej)
- Pomnik Poległym i Pomordowanym na Wschodzie
- Intraco I
- North Gate
- Dworzec Gdański
- Stacja metra Dworzec Gdański
- Kompleks biurowy Gdański Business Center

## Obiekty nieistniejące
- Pomnik Marcelego Nowotki